# Martin Pieckenhagen
Martin Pieckenhagen (Kelet-Berlin, Német Demokratikus Köztársaság, 1971. november 15. –) német labdarúgókapus.